# Голішев (Лодзинське воєводство)
Голішев (пол. Goliszew) — село в Польщі, у гміні Кшижанув Кутновського повіту Лодзинського воєводства.
Населення — 72 особи (2011).
У 1975-1998 роках село належало до Плоцького воєводства.

## Демографія
Демографічна структура станом на 31 березня 2011 року:
|          | Загалом | Допрацездатний вік | Працездатний вік | Постпрацездатний вік |
| -------- | ------- | ------------------ | ---------------- | -------------------- |
| Чоловіки | 34      | 7                  | 24               | 3                    |
| Жінки    | 38      | 12                 | 18               | 8                    |
| Разом    | 72      | 19                 | 42               | 11                   |